# Leonotis nepetifolia
Leonotis nepetifolia, também conhecida no Brasil como Cordão-de-frade é uma espécie de planta do gênero Leonotis e da família Lamiaceae (Menta). Enquanto a maioria das espécies deste gênero é nativa da África Meridional, L. nepetifolia é nativa da África tropical e da Índia meridional. Cresce a uma altura de 3 metros e possui flores que são comumente laranja, podendo variar para vermelho, branco, e purpúreo. Tem folhas dentadas que podem crescer até 10cm.

## Espécies relacionadas

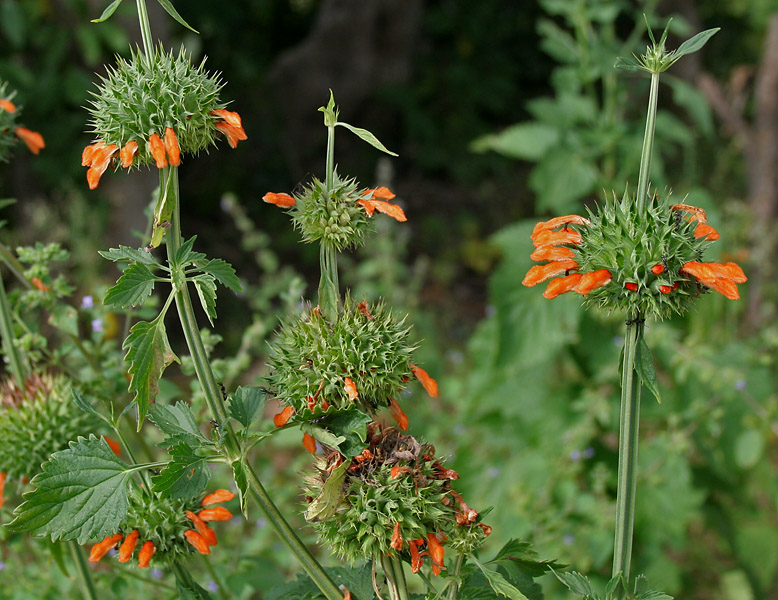
Tufo de de planta da espécie L. nepetifolia

A Leonotis nepetifolia (Cordão-de-frade) é bem parecida com a Leonotis leonurus ("Rabo-de-leão" ou em Inglês "Wild Dagga".) Ambas espécies são fumadas frequentemente devido suas propriedades enteógenas. A diferença principal entre elas é que as folheres da Leonotis nepetifolia brotam de uma bola espinhosa. Também é dito que as folhas da L. nepetifolia são mais potentes e muito menos amargas quando fumadas que as de L. leonurus.
Embora há mais de trinta outras plantas do gênero Leonotis, L. nepetifolia e "L. leonurus" são as únicas com propriedades enteógenas ou psicoativas, e tal efeito é devido ao seu princípio ativo, a leonurina.

## Usos

### Usos recreativos
L. nepetifolia é fumada frequentemente devido suas propriedades enteógenas, ou psicoativas. Há relatos de que a carburação das flores causa um efeito mais intenso, porém não há ainda pesquisas concretas sobre o assunto. Um efeito comum que muitos usuários relatam é um relaxamento dos músculos e uma apreciação mais suave das coisas.

### Usos medicinais
Em Trinidad as folhas de L. nepetifolia são preparadas como chá para febre, tosse, e malária.

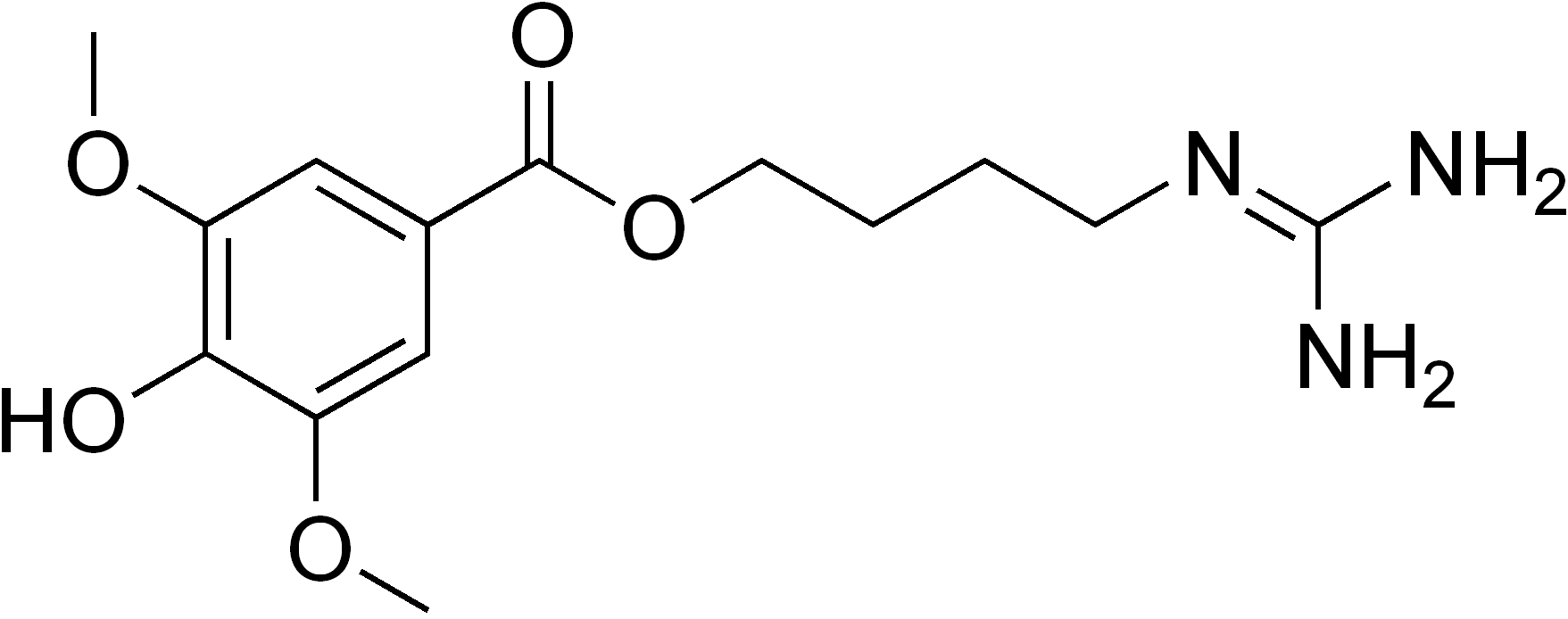
Leonurina, um alcalóide psicoativo achado na Leonotis nepetifolia.